# Федерация бодибилдинга и фитнеса Узбекистана
Федерация Бодибилдинга и Фитнеса Узбекистана (узб. Узбекистон Бодибилдинг ва фитнес федерацияси, анг:Uzbekistan Bodybuilding and Fitness Federation) — руководящий орган любительского и профессионального бодибилдинга в Узбекистане. Официально основана и зарегистрирована в 2006 году Тимуром Сабировым, Одилом Абдурахмоновым и Дмитрием Адисманом. Федерация бодибилдинга и фитнеса Узбекистана официально признана Национальным олимпийским комитетом Узбекистана. Штаб-квартира находится в Ташкенте. Федерация является членом Азиатской федерации бодибилдинга и телосложения (AFBB) и Всемирной федерации бодибилдинга и телосложения (WBPF). Федерация отвечает за популяризацию и развитие бодибилдинга в Узбекистане.

## История
История УЗФБФ (Федерации бодибилдинга и фитнеса Узбекистана) берет начало с 80-х годов. Именно в это время легкая атлетика и гимнастика испытали в Ташкенте волну интереса, но официальные организации не спешили ее поддерживать. Но благодаря двум спортсменам - Н. Белавину и Е. Бублику был создан первый спортивный клуб для желающих заниматься легкой атлетикой. Это событие дало мощный толчок развитию этого вида спорта, и вскоре, в 1988 году, наш соотечественник Юрий Дементьев стал победителем первого чемпионата СССР по бодибилдингу! В 1989 году в Ташкенте прошел первый Открытый чемпионат. После распада СССР Даниил Плакида основал Федерацию бодибилдинга Республики Узбекистан, после чего стали проводиться соревнования «Мистер и миссис Ташкент», «Мистер и миссис Узбекистан» и другие чемпионаты Республики. В 2006 году, в честь основателей федерации - Одила Абдурахманова, Дмитрия Адисмана и Тимура Собирова, она получила название действующей УЗФБФ.⠀ С 2012 года УЗФБФ стала членом таких федераций, как ABBF и WBPF, что привело ее к уровень международных соревнований

## Руководители Федерации
- Президент УзФБФ – Одил Абдурахмонов[4][5]
- Вице-президент УзФБФ – Дмитрий Адисман
- Вице-президент УзФБФ – Тимур Сабиров
- Генеральный секретарь - Фарход Маткаримов
- Начальник отдела информации - Даниил Плакида
- Президент отделения IFBB - Хабибулла Низамов